# Кобозев, Евграф Николаевич
Евграф Николаевич Кобозев (10 (22) декабря 1851 — 10 (23) октября 1912, Варшава) — генерал-лейтенант Русской императорской армии, начальник артиллерии Новогеоргиевской крепости Варшавского военного округа.

## Биография
Родился 10 (22) декабря 1851 года.
В 1870 году окончил Константиновское военное училище, в 1871 году — Михайловское артиллерийское училище, а в 1876 году — Михайловскую артиллерийскую академию. Служил офицером артиллерии Кронштадтской крепости.
С 1881 года — подполковник, с 1892  — полковник, с 1900 — генерал-майор, с 1907 — генерал-лейтенант.
С 1885 года командовал 2-й батареей 4-й артиллерийской бригады, с 1893 — 4-й батареей 22-й артиллерийской бригады, с 1895 — 1-м дивизионом 22-й артиллерийской бригады.
В 1897 году был назначен начальником Чугуевского учебного полигона; в 1898 году — начальником Киевского учебного полигона.
С 14.04.1900 г. по 12.06.1906 г. — командир 17-й артиллерийской бригады 17-й пехотной дивизии; с 12.06.1906 г. по 24.08.1906 г. — исправляющий должность начальника артиллерии 19-го армейского корпуса; в 1909—1910 гг. — начальник артиллерии 15-го армейского корпуса; с 1910 года — инспектор артиллерии 15-го армейского корпуса.
Умер 10 (23) октября 1912 года в Варшаве. Похоронен в Колпино Царскосельского уезда.
Жена: Екатерина Яковлевна Вальдек, дочь коллежского асессора. 
Сын, Модест — офицер Лейб-гвардии 3-й артиллерийской бригады, вышел в отставку по болезни в 1914 г. в чине капитана.

## Награды
российские
- орден Св. Анны 3-й ст. (1883)
- орден Св. Станислава 2-й ст. (1888)
- орден Св. Анны 2-й ст. (1895)
- орден Св. Владимира 3-й ст. (1905)
- орден Св. Станислава 1-й ст. (1910)

иностранный
- прусский орден Красного орла 2-й ст. (1898)[2]